# Geonoma ecuadoriensis
Geonoma ecuadoriensis là loài thực vật có hoa thuộc họ Arecaceae. Loài này được A.J.Hend., Borchs. & Balslev mô tả khoa học đầu tiên năm 2008.